# Notiphila stuckenbergi
Notiphila stuckenbergi är en tvåvingeart som beskrevs av Timothy M. Cogan 1968. Notiphila stuckenbergi ingår i släktet Notiphila och familjen vattenflugor.
Artens utbredningsområde är Madagaskar. Inga underarter finns listade i Catalogue of Life.